# La baixada de cal Verge
La baixada de cal Verge és un indret situat a Castellar del Vallès. Es tracta concretament del tram final del carrer Major, allà on el carrer descendeix sobtadament, a l'alçada de Cal Calissó.
Cap als anys quaranta del segle XX aquest indret de la vil·la era especialment actiu, ja que en pocs metres s'hi trobaven gran quantitat de comerços i espais comuns com la botiga del Rovira, el carnisser, la fàbrica de gasoses dels germans Masaveu (els Calissó), els antics Safareigs municipals, el forn de Montserrat o cal Tornes i la casa de la família Vergés, que per deformació donà nom a aquest indret: la baixada de Cal Verge. Al principi de la baixada es troba cal Fustaneres, casa natal del poeta Joan Arús i Colomer, on segons els professor Joan Blanquer, s'hi ensenyava a cosir.